# الشراكة بين المغرب والاتحاد الأوروبي
تعتمد العلاقات بين المغرب والاتحاد الأوروبي بشكل أساسي على سياسة الجوار الأوروبي (ENP) والشراكة الأورومتوسطية والاتحاد من أجل المتوسط. من بين الدول الخاضعة لسياسة الجوار، تم الاعتراف بمكانة المغرب المتقدمة، والانفتاح على مستويات عالية من التعاون السياسي.
تم تأسيس الروابط القانونية الرئيسية بين المغرب والاتحاد بموجب اتفاقية الشراكة لعام 2000. تغطي عدة اتفاقيات أخرى المجالات القطاعية، بما في ذلك اتفاقية الصيد البحري بين الاتحاد الأوروبي والمغرب في عام 2006 واتفاقية السماوات المفتوحة.
فرضت المصالح المتداخلة بين المغرب والاتحاد الأوروبي إقامة الشراكة بينهما والعمل على تطويرها، لكن هذه الشراكة تصطدم ببعض الصعوبات منها الهجرة السرية والإرهاب الدولي وآفة المخدرات ووضعية العمال المغاربة في المهجر.

## كرونولوجيا
- في سنة 1963 انطلقت المفاوضات بين المغرب والمجموعة الأوروبية التي آلت إلى إبرام اتفاقية تجارية تفضيلية بين الطرفين سنة 1969.
- في سنة 1976 تم التوقيع على اتفاقية حصل المغرب بموجبها على هبات لفائدة التنمية الاقتصادية والاجتماعية[2]
- في سنة 1987 تقدم المغرب بطلب الانضمام إلى المجموعة الأوروبية، غير أن هذه الأخيرة كان ردها سلبيا بدعوى أن المغرب لا ينتمي إلى القارة الأوروبية.
- حدد إعلان برشلونة (1995) أسس الشراكة الأوروبية المتوسطية في الميادين السياسية والاقتصادية والاجتماعية والإنسانية، وعلى ضوء ذلك تم التوقيع سنة 1996 على اتفاقية الشراكة بين المغرب والاتحاد الأوروبي.[3]
- في فاتح مارس سنة 2000 شرع في تفعيل هذه الاتفاقية.

## مبادئ وأهداف اتفاقية الشراكة بين المغرب والاتحاد الأوروبي
- نصت اتفاقية الشراكة المغربية الأوروبية على مبادئ أساسية وتتمثل في إرساء علاقات متوازنة قائمة على مبادئ التبادل والشراكة والتنمية المشتركة في إطار مبادئ الديمقراطية وحقوق الإنسان.

تعددت مجالات أهداف اتفاقية الشراكة:
1. المجال السياسي: إقامة الحوار السياسي من أجل تعزيز العلاقات بين الطرفين، والتشاور والتقارب والتفاهم، وطرح القضايا والاهتمامات والدفاع عن المصالح بينهما.
2. المجال الاقتصادي: دراسة المواضيع الاقتصادية المشتركة من بينها المبادلات التجارية، الاستثمار، التنافس، التعاون الاقتصادي
3. المجال الاجتماعي: تنمية التعاون الاجتماعي، المساعدة الصحية، التشغيل.
4. المجال الثقافي: التعاون الثقافي والتربوي والعلمي والتقني، وتبادل الخبراء والتجارب، والتواصل والاتصال.[1]

- مجالات أخرى: منها التعاون المالي وحماية البيئة.

### جوانب أخرى للتعاون في إطار الشراكة بين المغرب والاتحاد الأوروبي
- في سنة 2005 جدد المغرب اتفاقية الشراكة مع الاتحاد الأوروبي في مجال الصيد البحري:

تمتد الاتفاقية على مدى أربع سنوات، وتنص على تقليص الكمية المسموح باصطيادها، والترخيص فقط للسفن التقليدية التي تستعمل آليات صيد انتقائية، واستثناء المصايد الحساسة والخاضعة لضغط قوي، والعمل بنظام التدبير بالحصص للأسماك السطحية في المنطقة الجنوبية مقابل منح المغرب تعويض مالي سنوي، بالإضافة إلى تفريغ نسبة من المنتوج بالموانئ المغربية وتوفير الشغل لحوالي 300 بحار على متن السفن الأوروبية المرخص لها.
- تعززت العلاقات المغربية الأوروبية في مختلف الميادين:
- يعتبر الاتحاد الأوروبي الشريك التجاري الأول للمغرب بحوالي 70 في المائة من المبادلات الخارجية، وتتشكل صادرات المغرب في معظمها من النسيج والمواد الغذائية والخضر والفواكه والأسماك والحامض الفسفوري والمعادن، في المقابل تغلب المنتجات الصناعية على الواردات، وينتمي القسم الأكبر من الاستثمارات الأجنبية بالمغرب لدول الاتحاد الأوروبي، كما يعتمد المغرب بنسبة مهمة على الاتحاد الأوروبي من حيث مداخيل السياحة وتحويلات العمال المغاربة، ويحتل الأوروبيون صدارة الجالية الأجنبية بالمغرب.
- يعد المغرب أول مستفيد من برنامج ميدا من خلال نوعين من العمليات هما:[3]

1. المساعدة التقنية والتجهيزات والأشغال قي ميادين متعددة
2. المساعدة في الميزانية لتحفيز المغرب على القيام بالإصلاحات الإستراتيجية والصعبة (النقل، القطاع البنكي)

- في سنة 2005 وقع الاتحاد الأوروبي على عقد للدعم المالي مع منظمات المجتمع المدني المغربي في إطار المبادرة الأوروبية لدعم الديمقراطية وحقوق الإنسان.